# Helena Davidsson Neppelberg
Helena Davidsson Neppelberg, född 29 juli 1963 i Tolg, numera bosatt i Enskede, är en svensk illustratör. Hon är utbildad på Konstfack 1988–1992. Hennes uppdrag varierar mellan illustrationer åt dag- och fackpress, läromedelsförlag, olika myndigheter och bokförlag. Hon har även gjort flera barnböcker, antingen egna eller tillsammans med tvillingsystern Cecilia Davidsson.